# Procès de sorcellerie au Ban de la Roche
 (décembre 2021).
En 1620/1621, les procès de sorcellerie atteignent un paroxysme au Ban de la Roche, emportant un minimum de 53 victimes sur une population qui pourrait être estimée au maximum à 1 200 personnes.

## Le Ban de la Roche flambe
Vers 1620, du fait de la prospérité apportée par l'exploitation minière, le Ban de la Roche connaît un pic démographique. La population peut être estimée aux alentours de 1 200 personnes, ce qui est excessif par rapport aux possibilités nourricières physiques de cette région de montagne.
Les procès de sorcellerie atteignent une intensité particulière. Le dossier qui reste aux Archives municipales de Strasbourg dresse une liste de 48 paragraphes dont certains concernent des couples, si bien que le total qui ressort de ce décompte est de 53 personnes et non 48. Il s'agit là d'un minimum, puisque le dossier n'est pas complet.
De son côté, Nicolas Milan, qui aide aux exécutions, transmet (par l'intermédiaire de sa descendance) le chiffre de 70 innocents exécutés.
Il convient encore de tenir compte de personnes qui décèdent en périphérie des procès sans être pour autant exécutées. Par exemple, la mère de « Catharine, la femme à Philippe, le maréchal », empoisonnée par sa fille en prison, « elle, la mère, le sachant bien » ; ou bien cette meunière nommée Nicole qui fut interrogée, puis libérée et ramenée en son logis sans signe d'indisposition quelconque, mais qui fut cependant, le lendemain, trouvée morte de mort violente ; l'autorité attribua le meurtre à « son diable » et n'enquêta pas davantage.
Les procès de sorcellerie se calment dans les années 1630.

## Les acteurs et les lieux
Le titulaire du droit de Haute Justice est le Comte palatin Georges Gustave de Veldenz, fils de Georges-Jean de Veldenz.
Le tribunal se compose de deux juristes qu'il a fait venir de Strasbourg, nommés Stamm et Kripschild, ainsi que des deux pasteurs du Ban de la Roche, Jean Nicolas Marmet et Hector Gsandry.

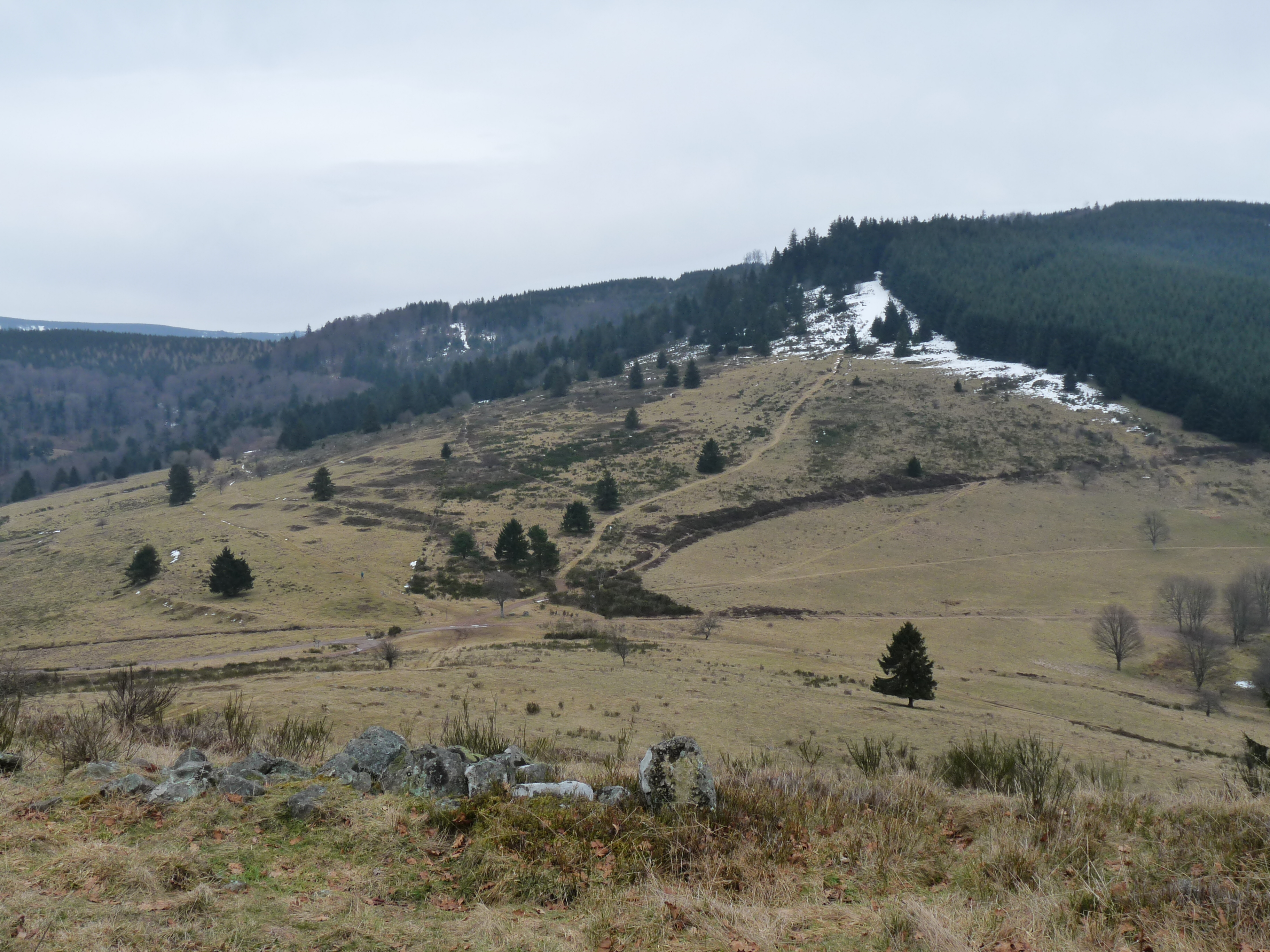
À la croisée des chemins, le col de la Perheux

L'usage de la torture lors des interrogatoires est banalisé, même si l'on peut rencontrer dans les « confessions » (aveux) l'expression « Elle a librement et volontairement confessé que ... » (voir article connexe); dans le contexte de la justice alsacienne d'Ancien Régime, cette phrase signifie que les instruments de torture étaient rangés à l'instant des aveux.
Le bourreau en titre, Meister Bernhardt, facture 228 florins pour l'exécution de 20 personnes.
Il est aidé pour les exécutions par quatre hommes désignés par l'autorité, parmi lesquels Nicolas Milan, dont les réticences probables transparaîtront dans le récit légué par sa descendance (voir article connexe sur le Cheval gris du Comte de Veldenz).
Le sabbat est supposé se tenir au lieudit Le Chesnoy.
Le lieu des exécutions est le Col de la Perheux.

## Quelques diables
Piercin est le chef des diables de la vallée.
Joli, Gerardin  et Gruson sont des diables subordonnés « mariés » par Piercin à des femmes de la vallée.
Joliatte est une diablesse qui a commerce sexuel avec des villageois.

## Les victimes
Les victimes sont souvent pauvres, mais pas obligatoirement.
Les hommes en forment environ le tiers, proportion nettement supérieure à ce qui est habituel.
Il s'agit principalement d'autochtones. Il n'a pas été rencontré jusqu'ici de nom de mineurs (population venue de l'extérieur) parmi les victimes connues.
Malgré les tortures endurées, les dénonciations ne sont pas très nombreuses, et plus d'une « confession » s'avère, à la lire de près, ne dénoncer que des morts ou des êtres surnaturels.

## Les chefs d'inculpation
Actions avouées :

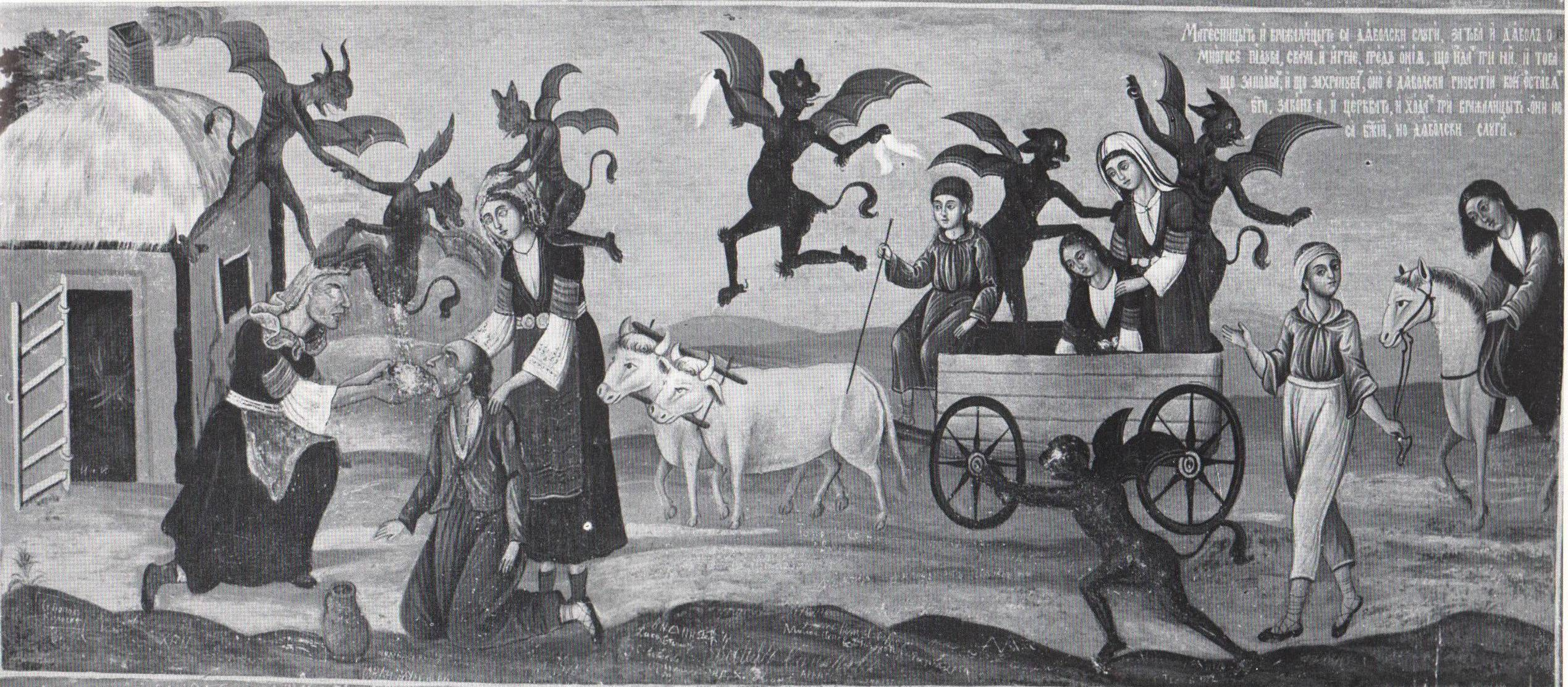
Sorcière soignant un malade, peinture murale du monastère de Rila en Bulgarie

- empoisonnements (certains simplement supposés : le tribunal note que l'état d'un malade s'est aggravé après que l'accusée lui a donné un remède) ; application de « graisses » provoquant maladies, blessures et mort chez des gens et des bêtes

- participation au sabbat ; commerce charnel avec des diables ; reconnaissance de l'autorité de Piercin pour défaire des mariages et baptêmes de l'Église et y substituer les siens

- usage magique de l'hostie (surprenant en contexte protestant)

- déterrement de cadavres d'enfants généralement non baptisés

- meurtres rituels d'enfants pour en tirer des « graisses » empoisonnées

## Quelques sorciers et sorcières

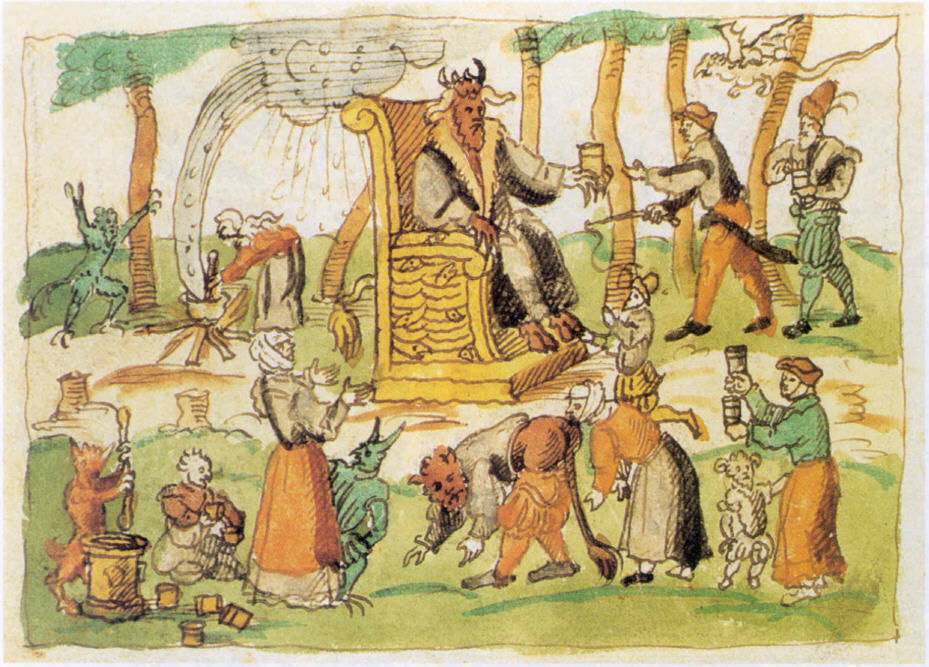
Le sabbat vu par un artiste allemand inconnu

- Didier Hans (Didier, fils de Jean), métayer à Belmont : "il a confessé qu'il a eu à maintes fois l'envie de se convertir envers Dieu, mais le Diable, s'en apercevant, l'en détourna, et le battait extrêmement, ce qu'il a fait environ six fois, entre autres aussi pour n'avoir pas tué Claude Georges, qui avait résisté au diable." ; rien de plus ; on le connait aussi comme Didier Moictrier (Didier le métayer) : en 1620, sont vendus à Saulxures quatre bœufs et une vache provenant des biens de "feu didier Le Moictrier de bémon (= Belmont), exécuté par le feu pour crime de sortilège au lieu de Rhodes (= Rothau)".

- Madeleine, la veuve du justicier Humbert Thon, de Waldersbach : commerce sexuel avec un diable nommé Gruson

- Claudette, épouse de Jean Schmitt, de Trouchy (hameau de Fouday): "Elle a confessé qu'en allant au sabbat, elle adora le Diable en s'inclinant la tête à la renverse, et nommait le nom du Diable en révérence".

- Anonyme : "Il a confessé qu'étant à l'église, le Diable lui commanda que, lorsque le pasteur dirait l'Evangile, il devait dire à chaque parole le mot bou, comme s'il voulait dire tu as menti."

- Catherine, épouse de Philippe, le maréchal de Rothau : commerce sexuel avec un diable nommé Gérardin ; reniement du baptême et de l'Église ; baptême diabolique ; participation au sabbat au Chesnoy ; empoisonnements, dont celui de sa mère en prison "elle, la mère, le sachant bien" ; profanation de l'hostie

- Jeanne, épouse de Dimanche Georges de Neuviller : "Elle a confessé que, passé neuf ans, elle et les sorcières du Ban de la Roche causèrent une contagion pestilentielle dans le village de Belmont, avec de la poudre noire que Piercin leur donna. Dans cette même contagion, elle empoisonna son premier mari. Elle a confessé qu'au sabbat elles adorent Piercin en se mettant à genoux devant lui, le nommant par son nom et le reconnaissant comme leur maître."

- Valentine Jandon : mariage avec un diable nommé Joli ; participation au sabbat ; profanation de l'hostie

- Georgette, la femme à Jehan, le Neubourgeois, à présent à Rothau ;  confesse toute la gamme des crimes possibles : empoisonnements, meurtres d'enfants, commerce sexuel avec le diable ; dénonce en apparence de nombreuses personnes, mais il s'agit de morts ; s'accuse d'avoir fait mourir le cheval gris du Comte de Veldenz

- Claudette, épouse de Vincent Janduru, de Wildersbach : commerce sexuel avec le Diable ; participation au sabbat ; empoisonnement de bêtes et de gens ; profanation de sépultures d'enfants ; a entendu la Neubourgeoise et la veuve de Didier Mathiat se venter du meurtre du cheval gris du Comte

- "Le fils de Nicolas Milan" ; listé comme en instance d'exécution en 1621 ; probablement exécuté, car Nicolas Milan (voir article connexe Le cheval gris du Comte de Veldenz) n'a pas de descendance en ligne masculine ; pas d'autre renseignement

## Essais d'explication

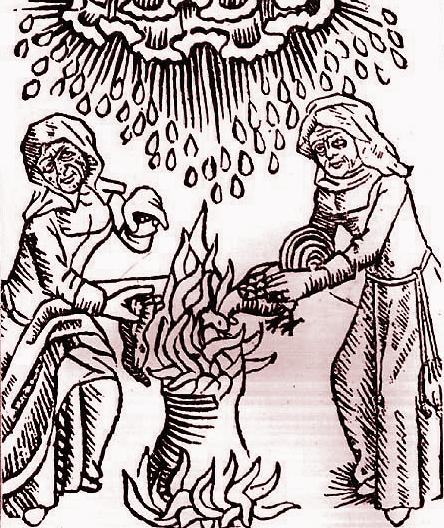
Cuisine au sabbat

Le dossier des procès de sorcellerie aux Archives municipales de Strasbourg, copie partielle d'un original perdu, ne donne pas « le fin mot de l'histoire ».
À titre d'essais partiels d'explications, et tout en se gardant d'affirmer, on notera ce qui suit :
- On peut admettre que la population n'étant "protestante" que depuis quelques décennies, elle a conservé dans ses traditions des attaches avec ses anciennes croyances et coutumes héritées des générations précédentes où religion et croyances populaires sont intimement mêlées.

- la période des années 1620 correspond, dans toute l'Europe, à une grande flambée de procès de sorcellerie (c'est à tort qu'on situe spontanément au Moyen Âge les grandes vagues de procès) ; dans les années 1630, les procès se terminent au Ban de la Roche en même temps que, dans toute l'Europe, les autorités tentent de mettre un terme à la flambée

- l'Alsace et le sud de l'Allemagne sont fort touchés ; à une vingtaine de kilomètres du Ban de la Roche, la ville catholique de Molsheim, haut lieu de la Contre-Réforme, flambe plus énergiquement encore que le Ban de la Roche ; les procès de sorcellerie à Molsheim ont été étudiés par Schlaefli de façon très approfondie : Molsheim est à une vingtaine de kilomètres du Ban de la Roche, mais son ressort juridictionnel est assez vaste et englobe des villages limitrophes du Ban de la Roche, comme Schirmeck ou Natzwiller.

- la possibilité d'une certaine émulation dans la répression entre protestants et catholiques est à considérer ; elle parait peut-être présente dans l'esprit de l'évêque de Strasbourg, seigneur de Molsheim ; en effet, Schlaefli a eu en main (voir pages 151 et 152 de son livre), une lettre du 10 mars 1623 que l'évêque a adressée à des subalternes ; il dit apprendre avec chagrin l'extension du vice de sorcellerie et donner contre son gré l'ordre de l'extirper totalement de crainte d'encourir des reproches des localités voisines (certaines protestantes comme Dorlisheim ou le Ban de la Roche)

- en 1620, le Ban de la Roche est surpeuplé par rapport à ses faibles possibilités nourricières (pays de montagne), et de plus le seigneur voudrait faire venir cent mineurs de l'extérieur

- la terre du Ban de la Roche refuse de produire du blé ; avant l'introduction de la pomme de terre, on mange du seigle (dans le meilleur des cas ; si le seigle vient à manquer, on tente de faire du pain avec les plantes les plus improbables); parfois, le seigle est atteint par un champignon parasite, l'ergot de seigle, dont on tire aujourd'hui le LSD , d'où de possibles hallucinations ; tous n'ont pas les moyens de s'abstenir de consommer du seigle ergoté, d'autant plus que le champignon dont il s'agit a tendance à s'étendre

- la « profanation » d'une tombe d'enfant mort sans baptême pouvait être opérée sans intention de nuire ; par exemple si les parents le déterraient pour l'emmener dans un sanctuaire à répit (la pratique du répit, désapprouvée par l'Église, était très fréquente).

- lien possible à envisager avec des épidémies locales de peste ; Jehannon, la femme à Dimanche Georges, se voit reprocher d'avoir semé une « contagion pestilentielle » à Belmont.

## Sources
Manuscrites :
- Dossiers de sorcellerie aux archives municipales de Strasbourg, cote AST no 98, fonds Saint Thomas (copie partielle d'un original perdu).

Imprimées :
- (fr) Loïc Chalmel, Oberlin, le pasteur des Lumières, La Nuée Bleue, 2006, 240 p.
- (fr) Denis Leypold, Le Ban de la Roche au temps des seigneurs de Rathsamhausen et de Veldenz (1489-1630), Oberlin, Strasbourg, 1989, 119 p. Contient un chapitre sur les procès de sorcellerie au Ban de la Roche.

Villages voisins :
- Marc Brignon, La sorcellerie en pays de Salm L'Essor n°120, 121, 122
- Louis Schlaefli, La sorcellerie à Molsheim (1589-1697) ; Annuaire hors série de la Société d'histoire et d'archéologie de Molsheim et environs, 1993